# James Kwesi Appiah
James Kwesi Appiah (Kumasi, 1960. június 30.) ghánai válogatott labdarúgó, a ghánai válogatott volt szövetségi kapitánya.

## Pályafutása
Tagja volt a 2014-es labdarúgó-világbajnokságon részt vevő válogatottnak, mint szövetségi kapitány.